# Novoiàmovo
Novoiàmovo (en rus: Новоямово) és un poble (un possiólok) de l'óblast de Sverdlovsk, a Rússia, segons el cens del 2010 tenia 99 habitants.